# Sarcomelicope pembaiensis
Sarcomelicope pembaiensis är en vinruteväxtart som beskrevs av Thomas Gordon Hartley. Sarcomelicope pembaiensis ingår i släktet Sarcomelicope och familjen vinruteväxter. Inga underarter finns listade i Catalogue of Life.